# 옥계서원 (전남)
옥계서원(玉溪書院)은 대한민국 전라남도 순천시에 있는 서원이다. 1984년 2월 29일 전라남도의 문화재자료 제5호로 지정되었다.

## 개요
경주 정씨 노송정 정지년을 중심으로 하여 옥계 정승복, 그의 아들 성은 정사준, 매헌 정사횡, 손자 정빈, 정선의 위패를 모시고 제사지내는 서원이다.
정지년은 세종 20년(1438) 문과에 급제하여 벼슬을 하다가 수양대군이 단종의 왕위를 빼앗자 관직을 버리고 유교경전을 연구한 사람이다.
이 서원은 순조 21년(1821)에 성의 남쪽 장천리에 세웠다고 『순천속지』에 기록되어 있다. 그 뒤 고종 5년(1868) 흥선대원군의 서원철폐령으로 철거된 뒤 1953년 지금 있는 자리로 옮겨 세웠다.
외삼문인 태화문을 들어서면 바로 앞에 경모재가 있고 왼편에 고직사, 오른편에 강당인 옥계원, 그 뒤편에 내삼문인 세충문과 사당인 옥계사가 있다.
사당은 앞면 3칸·옆면 1칸 반 규모로 앞면 반칸은 툇마루를 깔아 개방하고, 안에는 우물마루를 깔았다.
강당은 앞면 3칸·옆면 1칸 반 건물로 앞면에 툇마루를 깔고 가운데칸을 대청으로 하였으며 왼쪽·오른쪽칸에는 온돌을 깔았다.

## 참고 자료
- 옥계서원 - 국가유산청 국가유산포털